# Lushi (köpinghuvudort i Kina, Hubei Sheng, lat 30,67, long 113,34)
Lushi (kinesiska: 卢市, 卢市镇) är en köpinghuvudort i Kina. Den ligger i provinsen Hubei, i den centrala delen av landet, omkring 91 kilometer väster om provinshuvudstaden Wuhan. Antalet invånare är 55 895. Befolkningen består av 26 101 kvinnor och 29 794 män. Barn under 15 år utgör 12,0 %, vuxna 15-64 år 76 %, och äldre över 65 år 10,0 %.
Runt Lushi är det tätbefolkat, med 613 invånare per kvadratkilometer. Närmaste större samhälle är Jiuzhen, 14,7 km nordväst om Lushi. Trakten runt Lushi består till största delen av jordbruksmark.
Genomsnittlig årsnederbörd är 1 371 millimeter. Den regnigaste månaden är juli, med i genomsnitt 192 mm nederbörd, och den torraste är december, med 18 mm nederbörd.